# تايرون نيسبي
تايرون نيسبي (بالإنجليزية: Tyrone Nesby)‏ مواليد 31 يناير 1976 في القاهرة، هو لاعب كرة سلة أمريكي معتزل. بدأ مسيرته الاحترافية في سنة 1998. يبلغ طوله 6 قدم 6 بوصة (2.0 م). اعتزل اللعب في 2007. أحرز خلال مسيرته في الإن بي إيه 2431 نقطة بمعدل 9.5 نقاط في المباراة الواحدة.

## المسيرة الاحترافية
لعب مع لوس أنجلوس كليبرز من سنة 1998 إلى 2001، ثم لعب مع واشنطن ويزاردز من سنة 2000 إلى 2002، ثم لعب مع بالاكانسترو فاريزي في الدوري الإيطالي في موسم 2003–2004، ثم لعب مع ليتوفوس رايتس في موسم 2004–2005.

## روابط خارجية
- تايرون نيسبي على موقع إن بي أي (الإنجليزية)
- تايرون نيسبي على موقع سبورتس رفرنس (الإنجليزية)
- تايرون نيسبي على موقع كرة السلة الأوروبية.كوم (الإنجليزية)
- تايرون نيسبي على موقع كلية كرة السلة في سبورتس رفرنس.كوم (الإنجليزية)
- تايرون نيسبي على موقع ريلجم (الإنجليزية)
- تايرون نيسبي على موقع بروبوليرز (الإنجليزية)
- تايرون نيسبي على موقع سبورتس رفرنس (الإنجليزية)